# Informatiestop
Een informatiestop is het bewust blokkeren van een informatiestroom.

## Door wie
1. Het kan door een informatiegever worden afgekondigd. Als voorbeeld kan gedacht worden aan natuurlijke personen, maar ook aan organisaties, instanties en overheden.
Een informatiestop door derden staat op gespannen voet met het recht op vrije meningsuiting of het recht op vrije meningsgaring van degene die daardoor getroffen wordt. Totalitaire regimes maken veelvuldig gebruik van informatiestops en censuur om hun macht te handhaven. Ook in de vrije wereld worden informatiestops afgekondigd in tijden van crisis of oorlog. Ook wordt wel naar dit middel gegrepen door bedrijven of door de overheid wanneer men vindt dat bepaalde informatie schadelijk wordt wanneer die buiten de organisatie zou komen. Werknemers of ambtenaren die zo'n informatiestop negeren beroepen zich dan vaak op hun recht op vrije meningsuiting op grond van zwaarwichtige redenen die het belang van hun organisatie te boven gaan. Deze mensen worden aangeduid als "klokkenluiders". Dit kan een zwaar dilemma vormen, omdat persoonlijke ethiek en juridische wettelijkheid dan strijdig met elkaar zijn.
2. Het kan door een tussenmedium worden ingesteld. Als voorbeeld, het niet uitgeven van kranten, het verbreken van telefoon- of internetverbindingen, het uitschakelen of storen van radio/tv of van satellietzenders.
3. Het kan door de informatie-ontvangende partij worden ingesteld. Als voorbeelden: natuurlijke personen, bepaalde groepen zoals sekten en specifieke godsdienstige richtingen. Gedacht kan worden aan zeer orthodox-christelijke kringen waarin geen tv mag worden gekeken, of in vorige eeuwen de codex: een lijst van boeken die door katholieken niet mochten worden gelezen.
4. Het komt ook voor dat mensen voor zichzelf een informatiestop instellen (3). Zij willen niet lastiggevallen worden door bijvoorbeeld reclame of andere soorten informatie. Dit laatste is een natuurrecht. Voorbeeld hiervan is een sticker op brievenbussen met daarop aangegeven: geen drukwerk of geen ongeadresseerde reclame.
Het natuurrecht is een afgeleid recht van het primaire natuurrecht van 'vrijheid' net zoals de vrijheid van meningsuiting dat is. Alleen dit laatste is tevens een juridisch recht op grond van de wet. Er ontstaat, door de behoefte aan juridische erkenning, langzamerhand wetgeving en jurispredentie op enkele afgeleide aspecten van het recht op het instellen van een informatiestop. (Zie daarvoor hieronder bij: spam.)

## Inbreuk op het natuurrecht
Inbreuk op het natuurrecht van het instellen van een informatiestop door de ontvanger
wordt door gemaakt door:
- 1 - agressieve reclame
- 2 - indoctrinatie
- 3 - religieus fanatisme
- 4 - hypnose
- 5 - verkeerd gebruik van de 'vrijheid van meningsuiting' of 'vrijheid van Godsdienst'.

ad 1,2 In deze gevallen wordt bewust gebruikgemaakt van de inzichten in de psychologie en hypnose om de mening (via bepaalde wetenschappelijke methoden, technieken zoals herhaling en trucs: koppeling aan begeerten) te veranderen te eigen bate zonder dat die mens in staat wordt gesteld zijn weigering te kunnen uiten of bewust te worden.
ad 3 Missie, zending, huisbezoek (speciaal door bepaalde sektes zoals de Jehova's getuigen) proberen "zieltjes" te winnen volgens een bepaald stramien, (vaak ook met goede bedoelingen om de ander zijn ziel te redden) maar toch wel vaak tegen het natuurrecht in bij beïnvloedbare personen die zich niet mentaal kunnen verweren.
ad 4 Bij hypnose tracht men, door uitschakeling van de bewuste zelfsturing en selectie, direct invloed uit te oefenen op de meningsvorming bij de gehypnotiseerde. De zelfsturing wordt uitgeschakeld in een lage toestand van bewustzijn (hypnos = slaap).
ad 5 De verkeerde interpretatie van dit recht op vrijheid van -meningsuiting en -godsdienst gaat ervan uit dat die vrijheid zich uitstrekt tot en met de onvrijheid van anderen, alsof die verplicht zouden zijn kennis te nemen van die uitingen ervan.

## Maatschappelijke en juridische ontwikkelingen
- Het is tegenwoordig algemeen geaccepteerd dat men op brievenbussen stickers kan plaatsen met daarop aangegeven: geen drukwerk of geen ongeadresseerde reclame. Bij overtreding is er geen juridisch beroep mogelijk.
- De consumentenbond heeft wel een procedure ontworpen waarbij men zichzelf kan verweren als men herhaaldelijk agressief door dezelfde reclame wordt bestookt. Men kan dan een schadeloosstelling juridisch afdwingen.
- Breed verzet tegen Spam. Spam is een vorm van reclame via e-mail die tegenwoordig zulke vormen aanneemt dat de informatiekanalen erdoor trager gaan werken en de ontvanger van e-mail vele spamberichten ongewild moet doorlezen om de juiste berichten te kunnen selecteren. Er zijn ook spamfilters die karakteristieken van spam analyseren en die daarna op die karakteristieken selecteren. Het nadeel is dat dit nooit goed werkt: de kans bestaat dat goede berichten gefilterd worden en dat er toch spam doorgelaten wordt. Dit is een typische methode waarbij het informatiekanaal selectief wordt geblokkeerd.
- Indoctrinatie is een vorm van hersenspoelen waarin mensen die weinig weerbaar zijn, jonge kinderen of mensen vlak na een trauma, geestelijk zo worden beïnvloed zodat ze hun menselijke waardigheid verliezen. Actueel is de werving van jihad strijders. Hierbij wordt hun natuurrecht tot vrije keuze van informatieselectie ontzegd. Het inzicht in dit principiële natuurrecht ontbreekt nog bij de beleidsmakers die bang zijn om de vrijheid van meningsuiting te beperken. Ook is men terughoudend met het ingrijpen in sektes vanwege het vrijheid van Godsdienst. Echter soms neemt de indoctrinatie zulke vormen aan dan sektes groepsgewijze zelfmoord plegen of goedwillende mensen tot moordrobots worden opgeleid. De conclusie ligt voor de hand dat er onvoldoende inzicht in deze maatschappij bestaat wat aan vrijheid van informatie is toegelaten en voor wat voor informatie en onder welke voorwaarden een informatiestop dient te worden ingesteld. (Als voorbeeld de vrij toegankelijke informatie om (A-B-C) wapens te maken)

## Elektronische instrumenten
In de tijd van de Koude Oorlog waren er radiozenders die politieke propaganda naar de "tegenpartij" zonden, zowel in het westen als in het oosten. Die informatie werd gestoord door vele stoorzenders o.a. op de korte golf. Een groot deel van de beschikbare kanalen werd daardoor onbruikbaar. Bij opstanden, revoluties en staatsgrepen grijpen de machthebbers direct naar de technische middelen om een effectieve informatiestop te bewerkstelligen. Televisiestations en radiozenders worden bezet of onklaar gemaakt. Bij de Tsjechische opstand tegen het communisme werden verschillende zenders die op verschillende plaatsen stonden op dezelfde draaggolffrequentie afgestemd zodat de communisten de plaats van de zenders niet konden uitpeilen. Daardoor kon een informatiestop worden voorkomen. Bij een poging tot staatsgreep in Spanje werd vergeten een informatiestop in te stellen. Het toeval wilde dat een automatische camera de bezetting van het parlement filmde en dat werd direct via de tv uitgezonden. De koning veroordeelde later in uniform voor de tv de staatsgreep en de staatsgreep mislukte door het ontbreken van een informatiestop.
Het gevecht tussen het recht op meningsvrijheid en informatiestop komt het duidelijkst tot uiting in de moderne elektronische apparatuur. Zo bestaat er een soort videorecorder die bij het afspelen de reclames onderdrukt. De techniek die daarin wordt toegepast wordt niet toegepast in directe uitzendingen. Pogingen om zo'n soort "reclame-killer" op de markt te brengen stranden door hevige weerstand van de zendgemachtigden die afhankelijk zijn van reclame inkomsten.
Hobbyisten die al decennialang dit soort apparatuur bouwen die selectief een informatiestop instellen worden gefrustreerd doordat telkens de elektronische herkenning ongedaan wordt gemaakt door veranderingen van de context door de reclamemakers.
Niet zo lang geleden is er in Duitsland een proces gewonnen door een fabrikant van een reclame-killer. Tegen de eis in, werd door de rechter erkend dat hij het recht had die apparaat op de markt te brengen. Dat apparaat kan via internet de nieuwe algoritmen verkrijgen die het apparaat in staat stellen ook de nieuwste reclames te kunnen herkennen. Daarvoor zit er een team van televisiekijkers al de uitzendingen te beoordelen. De eiser stelde dat deze selectieve elektronische informatiestop te vergelijken is met het uitknippen van reclames uit kranten en de overige tekst wel door te geven. De krant zal dan automatisch zijn reclame inkomsten gaan missen en waarschijnlijk failliet gaan.
Het is waarschijnlijk geen foutje van de omroep dat de reclames niet met de PDC-codes worden gemarkeerd. Op die wijze zou het n.l. wel heel erg eenvoudig worden om de reclame te filteren door de selectieve informatiestop te sturen op grond van die PDC-code, net zoals een videorecorder daarmee de juiste programma's kan selecteren om op te nemen. Indien het recht op het instellen van een informatiestop juridisch zou worden erkend, zou een verplichte identificatie van reclame, politieke en religieuze berichten het logisch gevolg hiervan zijn. Net als de verplichting om de ingrediënten van voedingsmiddelen en de houdbaarheidsdatum te vermelden. Dan is de consument in staat te kiezen voor de informatie die hij wil accepteren en in staat de informatie te verwerpen die hij wil vermijden.